# Рыпинский уезд
Рыпинский уезд — административная единица в составе Плоцкой губернии Российской империи, существовавшая c 1837 года по 1919 год. Административный центр — город Рыпин.

## История
Уезд образован в 1837 году в составе Плоцкой губернии. В 1919 году преобразован в Рыпинский повят Варшавского воеводства Польши.

## Население
По переписи 1897 года население уезда составляло 69 930 человек, в том числе в городе Рыпин — 5961 жит.

### Национальный состав
Национальный состав по переписи 1897 года:
- поляки — 56 024 чел. (80,1 %),
- немцы — 7645 чел. (10,9 %),
- евреи — 4347 чел. (6,2 %),
- русские — 1552 чел. (2,2 %),

## Административное деление
В 1913 году в состав уезда входило 16 гмин: 
| - Вомпельск — с. Вомпельск, - Гуйск — с. Гуйск, - Дзержно — с. Сведзебня, - Добржинь на Дрвенце — пос. Добржинь, - Жале — с. Жале, - Окалево — с. Окалево, - Осек — с. Оборки, - Плонне — с. Радомин, | - Пренчки — с. Пренчки, - Рогово — с. Рогово, - Скрвильно — с. Скрвильно, - Соколово — с. Збуйно, - Старорыпин — с. Стржиги, - Хростково — с. Хростково, - Чермин — с. Чермин, - Щутово — с. Щутово. |